# Истинный гермафродитизм
Истинный гермафродитизм, также известный как овотестикулярное расстройство полового развития, — феномен, при котором человек рождается с тканями яичника и яичка. Чаще всего одна или обе гонады — это овотестис, содержащий оба типа ткани.
Хотя истинный гермафродитизм похож на смешанную дисгенезию гонад, эти состояния можно различить гистологически.

## Фенотип
Наружные половые органы часто бывают промежуточного типа, причём степень зависит в основном от количества тестостерона, вырабатываемого тканью яичка в период между 8-й и 16-й неделями беременности.

## Причины
Есть несколько причин, из-за которых может возникнуть данное состояние:
- Вызвано делением одной яйцеклетки с последующим оплодотворением каждой гаплоидной яйцеклетки и слиянием двух зигот на ранних стадиях развития.
- Яйцеклетка может быть оплодотворена двумя сперматозоидами с последующим трисомным спасением одной или нескольких дочерних клетках.
- Две яйцеклетки, оплодотворённые двумя сперматозоидами, иногда сливаются, образуя тетрагаметическую (четырёхгаметную) химеру. Если одна зигота мужского пола, а вторая женского — может развиться организм с истинным гермафродитизмом.
- Это может быть связано с мутацией в гене SRY[4].

### Кариотипы
Встречающиеся кариотипы включают 46,XX/46,XY или 46,XX/47,XXY или XX/XY с мутациями SRY, смешанные хромосомные аномалии или расстройства, связанные с дефицитом или избытком гормонов, 47,XXY и различные степени мозаичности. Три основных кариотипа для истинного гермафродитизма являются XX с генетическими аномалиями (55–70 % случаев), XX/XY (20–30 % случаев) и XY (5–15 % случаев), а остальное — другие хромосомные аномалии и мозаичность.

## Распространённость
Нет документально подтверждённых случаев, когда бы у людей, имеющих оба типа ткани гонад, эти бы ткани корректно функционировали, вопреки распространённому заблуждению, что такие люди могут сами себя оплодотворять.
Люди, рождённые с обоими типами гонад, обычно бесплодны, за исключением редких случаев. Такие люди, как правило, имеют функциональные ткани яичников и недостаточно развитые яички, которые не могут участвовать в сперматогенезе. В результате эти люди являются фертильными, но самооплодотворяться они всё же не могут.
Однако существует гипотетический сценарий, при котором человек способен самооплодотворяться. Если у человека химеризм, в основе которого лежит мужская и женская зиготы, слившиеся в один эмбрион, с отдельно функционирующими гонадными тканями обоих типов, такое самооплодотворение возможно. Например, известно, что такой сценарий встречается у других видов, где распространён гермафродитизм, включая некоторых млекопитающих. Впрочем, ещё не было зарегистрировано ни одного такого случая у людей.
По состоянию на 2010 год в научной литературе было зарегистрировано по меньшей мере 11 случаев фертильности у людей с истинным гермафродитизмом, при этом один случай рождения человека с мозаицизмом с преобладанием XY (96 %) хромосом. Предполагаемая частота овотестиса — один на 83 000 рождений (0,0012 %).

## Этимология
Термин происходит от имени персонажа древнегреческой мифологии Гермафродита, сына Гермеса и Афродиты. По словам Овидия, он слился с нимфой Салмакидой, в результате чего один человек стал обладать физическими чертами обоих полов; согласно более раннему Диодору Сицилийскому, он родился с физическим телом, объединяющим оба пола. Слово «гермафродит» вошло в английский лексикон в конце XIV века.

## Общество и культура
Наличие данного состояния может послужить причиной отказа в призыве человека на службу в армию во многих странах мира, в том числе в России и США.

### Терминология
На текущий момент большинство правозащитных организаций, занимающихся защитой прав интерсекс-людей, выступают за неиспользование данного термина ввиду того, что это ведёт к стигматизации и вводит в заблуждение относительно причин и природы явления.